# Sindrome opsoclono mioclono
La sindrome opsoclono mioclono, nota anche come atassia opsoclono-mioclono, è una rara malattia neurologica di cause sconosciute, ma che sembra essere il risultato di un processo autoimmune che coinvolge il sistema nervoso. Si tratta di una condizione estremamente rara. Colpisce 2-3% dei bambini con neuroblastoma.
I sintomi includono: opsoclono, mioclono, atassia cerebellare, afasia, mutismo, letargia, irritabilità o malessere, strabismo, vomito, disturbi del sonno.
Il trattamento si basa sull'asportazione della neoplasia e somministrazione di immunoglobuline, cortisone e rituximab.